# Józef Kalasanty
Józef Kalasancjusz lub Kalasanty, właśc. hiszp. José de Calasanz, znany również pod zakonnym imieniem jako Józef od Matki Bożej, łac. Josephus a Matre Dei (ur. 11 września 1556 lub 1557 w Peralta de la Sal w Aragonii, zm. 25 sierpnia 1648 w Rzymie) – kataloński duchowny katolicki, założyciel i pierwszy generał zakonu pijarów (SP lub SchP), reformator oświaty, święty Kościoła katolickiego.

## Życiorys
Urodził się w 1556 (niektóre źródła podają rok 1557) w Peralta de la Sal (gmina Peralta de Calasanz w Hiszpanii) w rodzinie „szlachetnego rodu panów na Calasanz”. Jego ojcem był Piotr Calasanz, matką Maria Gaston. Po nauce u trynitarzy w mieście Estadilla zaczął studiować prawo i filozofię na Uniwersytecie w Lleidzie. Kontynuował naukę w Walencji i Alcala de Henares. Święcenia mniejsze przyjął 17 grudnia 1582, a święcenia kapłańskie 17 grudnia 1583, stając się sekretarzem biskupa Kacpra de la Figuera. W 1592 wyruszył do Rzymu, gdzie nastąpiła jego duchowa przemiana. Na Zatybrzu spotkał pochodzące z biednych rodzin dzieci, odrzucone na margines społeczeństwa. W 1597 w zakrystii kościoła św. Doroty otworzył pierwszą w Europie szkołę publiczną. Uczęszczały do niej zarówno dzieci biedne, jak i te pochodzące z bogatych rodzin. Rozrastała się cała wspólnota, zbierająca fundusze na prowadzenie szkoły.
W końcu w 1617 roku Józef Kalasancjusz postanowił założyć wspólnotę zakonną pod nazwą Zgromadzenie Pawłowe dla Ubogich Matki Bożej od Szkół Pobożnych. W 1621 papież Grzegorz XV podniósł kongregację do stopnia zakonu o ślubach uroczystych, a Józef został generałem zgromadzenia.
Dzieło rozwijało się szybko. Zakładano szkoły w całej Italii, na Sycylii, w Hiszpanii i w Polsce. W wyniku niewyjaśnionej do dziś wizytacji apostolskiej w 1646 zakon zamknięto. Osiem lat później zakon odrodził się na nowo.
Józef Kalasanty zmarł 25 sierpnia 1648. 

## Zasady nauki
Józef Kalasancjusz wprowadził całkowicie rewolucyjny system nauki. Zakładał, iż uczeń posiada swoją godność. Zakazał stosowania kar cielesnych twierdząc, że nauczyciele powinni zachęcać uczniów do zdobywania wiedzy. Oparł naukę na okazywaniu uczniom serca i cierpliwości zamiast przymusu.
W roku 1610 ustalił, że szkoła podstawowa będzie miała cztery etapy nauczania i łącznie osiem klas o numeracji od ósmej do pierwszej, najbardziej zaawansowanej:
- pierwszy etap, czyli klasa ósma u Kalasancjusza była także nazywana klasą psałterza. W niej po raz pierwszy pojawiały się książki, kilka na całą klasę. Kalasancjusz postarał się o kilka tomów, używanych kiedyś przez chóry kościelne,
- drugi etap zwany klasą płynnego czytania to klasy siódma i szósta,
- trzeci etap – klasa piąta i czwarta,
- i czwarty etap, tj. klasy: trzecia, druga i pierwsza przeznaczone były dla uczniów, którzy mieli kontynuować naukę, w szkole drugiego stopnia; klasy te były poświęcona nauce gramatyki.

## Twórca szkoły powszechnej
Kalasancjusz uważany jest za twórcę szkoły powszechnej we współczesnym tego słowa rozumieniu – szkoły dostępnej dla wszystkich, szkoły bezpłatnej, przynoszącej szeroką, przekrojową, wszechstronną wiedzę: Józef [Kalasancjusz] nie był tylko nauczycielem i nie prowadził swego dzieła sam, ale założył zakon religijny [...] ze specyficznym zadaniem, celem i charyzmatem edukacji. I to edukacji najuboższych, którzy, w opinii niejednego, powinni zawsze pozostać nieukami, aby nadal służyć, nie protestując ani nie marząc o absurdalnym wyzwoleniu. 
Reformatorskie było również jego podejście do zawodu nauczyciela – w tworzonych przez niego szkołach wykładali przede wszystkim zakonnicy-pijarzy, ale podejście Kalasancjusza do ich powołania, w trosce o dobro uczniów, było jeszcze bardziej zaangażowane: Jeśli pijar bezinteresownie i z pasją nie rezygnuje ze wszystkiego na rzecz szkoły, nauczania, wychowywania uczniów i jeśli nie przygotowuje się w odpowiedni sposób na płaszczyźnie kulturowej i zawodowej [...], wówczas się nie uświęca, nie jest ani dobrym nauczycielem, ani dobrym zakonnikiem [...]. Nie bez przyczyny, oprócz ślubów ubóstwa, czystości i posłuszeństwa Kalasancjusz stworzył również czwarty ślub, nauczania, aby w najsilniejszy możliwy sposób związać duchowość pijarów z ich profesjonalizmem, uświęcenie z zaangażowaniem edukacyjnym.

## Sentencje Józefa Kalasancjusza
- Źle używa mieszkania, kto w nim nie rozmawia z Chrystusem lub nie pracuje dla Chrystusa.
- Samemu sobie służy, a nie Bogu, kto w służbie Boga zapobiega o własne korzyści.
- Biada temu, co jest zły pośród dobrych!
- Jak umrze w Panu zakonnik, co za życia nie pracował dla niego?
- Nie jest czysty, kto szybko nie wypędza nieprzyjaciół czystości.
- Nie jest posłuszny, kto będąc zobowiązany, postępuje według własnego sądu.
- Wiedza zdobi zakonnika, ale cnota go koronuje.
- Bieda tobie, który pouczasz innych słowami, a gorszysz przykładem.
- Sługa Boży nie żyje po to by jeść, ale je aby żyć i służyć.
- Zakonnik leniwy jest radością dla diabła.
- Kiedy pracujesz dla Chrystusa, tym bardziej musisz z Chrystusem, bo jest twoim owocem.
- Język zakonnika jest trąbką myśli i serca.
- Nie potrafi zobaczyć Chrystusa, kto nie potrafi cierpieć dla Chrystusa.
- Nie jest przyjacielem Boga, kto nie jest nim w modlitwie.
- Z próżnym zakonnikiem demon gra w piłkę.
- Sługa Chrystusa zabiega o bycie świętym i nie pragnie tego zademonstrować.
- Nic nie dałeś Chrystusowi, jeżeli nie dałeś Mu całego twego serca.
- Sługa Chrystusa wszystko znosi z cierpliwością, mało mówi a dużo pracuje dla Chrystusa.

## Beatyfikacja i kanonizacja
W 1748 papież Benedykt XIV wyniósł go do chwały błogosławionych, a Klemens XIII w 1767 wpisał go uroczyście do katalogu świętych.

## Patronat
W 300. rocznicę śmierci (1948) Pius XII ogłosił go patronem wszystkich katolickich szkół podstawowych.

## Dzień obchodów
Wspomnienie liturgiczne obchodzone jest w Kościele katolickim w dies natalis (25 sierpnia).